# Zeynal Zeynalov
Zeynal Zeynalov (6 dicembre 1979) è un giocatore di calcio a 5 ed ex calciatore azero, di ruolo centrocampista.

## Carriera
Ha collezionato 14 presenze con la Nazionale maschile di calcio dell'Azerbaigian, mentre con quella di calcio a 5 ha disputato il campionato europeo 2016.